# Moscow (Idaho)
Moscow er en amerikansk by og administrativt centrum i det amerikanske county Latah County, i staten Idaho. I 2000 havde byen et indbyggertal på 21.291.

## Ekstern henvisning
- Wikimedia Commons har flere filer relateret til Moscow (Idaho)
- Moscows hjemmeside (engelsk) Arkiveret 17. oktober 2004 hos  Wayback Machine

46°43′54″N 116°59′50″V / 46.73167°N 116.99722°V